# Highlander (Zeichentrickserie)
Highlander (Originaltitel: Highlander: The Animated Series) ist eine US-amerikanische Zeichentrickserie, die von 1994 bis 1996 lief und im „Highlander-Universum“ zu Hause ist.

## Inhalt
Die Highlander-Zeichentrickserie spielt ca. 700 Jahre in der Zukunft. Vor vielen Jahren ist die Zivilisation durch einen verheerendem Kataklysmus vernichtet worden. Die Unsterblichen beschlossen aufgrund der Katastrophe ihren Kampf zu beenden und sich nicht mehr gegenseitig zu köpfen. Die Unsterblichen wollen durch ihre Kraft und Wissen den überlebenden Menschen helfen und legen einen heiligen Eid ab. Der Unsterbliche Kortan verweigert den Eid und wird Herrscher über die Menschheit. Er zwingt die Menschen wie im Mittelalter zu leben, lebt aber selbst in einem modernen Palast. Die Unsterblichen, die den Eid schworen, wollten ihn nicht brechen und warteten auf die Erfüllung der Prophezeiung. Die Prophezeiung besagt, dass Kortan von einem jungen Unsterblichen, der lange nach ihm geboren wird, vernichtet wird. Dieser junge Unsterbliche heißt Quentin MacLeod. Dieser versucht in den einzelnen Folgen, die Menschheit zu befreien.
Die Serie wurde nie abgeschlossen und endet nach 40 Episoden.

## Produktion
Die Highlander-Zeichentrickserie wurde von 1994 an zwei Jahre lang produziert. Mit dieser Serie wollten die Produzenten Peter S. Davis und William N. Panzer einen  neuen Zuschauermarkt erschließen. Die Entstehung dieser Serie ist auf den Erfolg der Fernsehserie Highlander mit Adrian Paul zurückzuführen.

## Synchronisation
| Rolle           | Englischer Sprecher | Deutscher Sprecher   |
| --------------- | ------------------- | -------------------- |
| Quentin MacLeod | Miklos Perlus       | Niko Macoulis        |
| Kortan          | Lawrence Bayne      | Joscha Fischer-Antze |
| verschiedene    | Tracey Moore        |                      |
| verschiedene    | Stuart Stone        |                      |